# Pałac Kensington
Pałac Kensington (ang. Kensington Palace) – królewska rezydencja w Kensington Gardens w dzielnicy Royal Borough of Kensington and Chelsea w Londynie. Jest rezydencją brytyjskiej rodziny królewskiej od XVII wieku.

## Historia
W początkach XVII wieku w Kensington powstała rezydencja hrabiów Nottingham. W 1689 stała się własnością Wilhelma III Orańskiego, który potrzebował siedziby z dala od miasta ze względu na dokuczającą mu astmę.
Pałac został przebudowany przez Christophera Wrena. Przez następne siedemdziesiąt lat, do śmierci króla Jerzego II Hanowerskiego w 1760 roku, pałac Kensington był ulubioną rezydencją panujących monarchów. Następnie stał się siedzibą innych członków rodziny królewskiej. Tu urodziła się córka Edwarda Augusta Hanowerskiego, księcia Kentu, późniejsza królowa Wiktoria, która mieszkała w pałacu do objęcia tronu.
W 1981 roku pałac Kensington stał się rezydencją świeżo poślubionych książąt Walii, Karola i Diany. Pozostał oficjalną siedzibą księżnej Diany do jej śmierci. Z kolei książę Karol i jego synowie przenieśli się w 2002 do Clarence House, gdzie wcześniej rezydowała królowa matka Elżbieta.

## Współcześnie

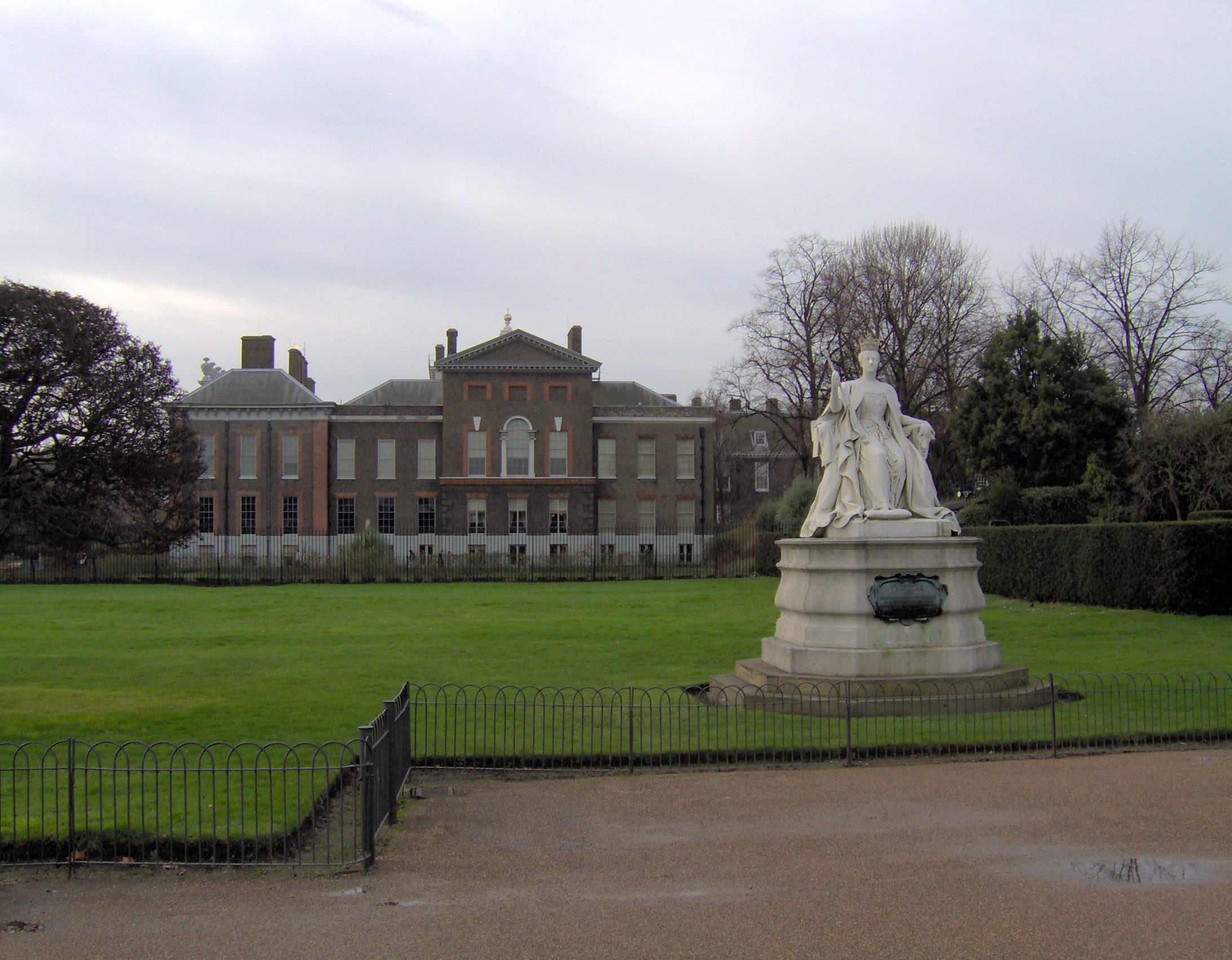
Pomnik królowej Wiktorii na tyłach pałacu Kensington

Współcześnie Kensington pełni funkcję swego rodzaju królewskiego apartamentowca, w którym luksusowe mieszkania otrzymują ci spośród członków rodziny królewskiej, którzy nie posiadają osobnych rezydencji.
Pod względem liczby pokoi największym apartamentem jest ten oznaczony numerem 1, liczący 21 izb i będący siedzibą księcia Gloucester wraz z małżonką. Sąsiedni apartament 1 A liczy 20 pokoi. Przez wiele lat jego lokatorką była zmarła w 2002 księżniczka Małgorzata, młodsza siostra królowej Elżbiety II. W 2012 przeprowadzona została gruntowna renowacja apartamentu 1A, po której stał się on rezydencją księcia Wilhelma i jego żony Katarzyny – a także ich syna Jerzego (od 2013), córki Karoliny (od 2015) i syna Ludwika (od 2018). W okresie od ślubu książąt Cambridge do zakończenia prac remontowych londyńską rezydencją Williama i Catherine był jeden z mniejszych apartamentów w pałacu.
Ponadto mniejsze apartamenty w Kensington posiadają książę Kentu z małżonką oraz książę Henryk z żoną Meghan. Z pałacowych pomieszczeń korzysta również córka księżniczki Anny, Zara Phillips, która – zgodnie z życzeniem swej matki – nie jest zaliczana do ścisłej rodziny królewskiej.